# Luxoft
Luxoft, a DXC Technology Company (произносится: Люксофт, Ди Экс Си тэкнолоджи компани) — глобальная компания, оказывающая услуги по формированию цифровой стратегии и в разработке программного обеспечения, с клиентской базой по всему миру. Luxoft обслуживает клиентов в Северной Америке, Европе и в Азиатско-Тихоокеанском регионе. Штаб-квартира компании расположена в городе Цуг, Швейцария. Luxoft оказывает услуги и предлагает технологические решения для автомобилестроения, финансов, туристического и гостиничного бизнеса, здравоохранения, биотехнологии, медиасферы и телекоммуникаций.
В компании работает около 13 тысяч человек.

## История
Ключевые даты:

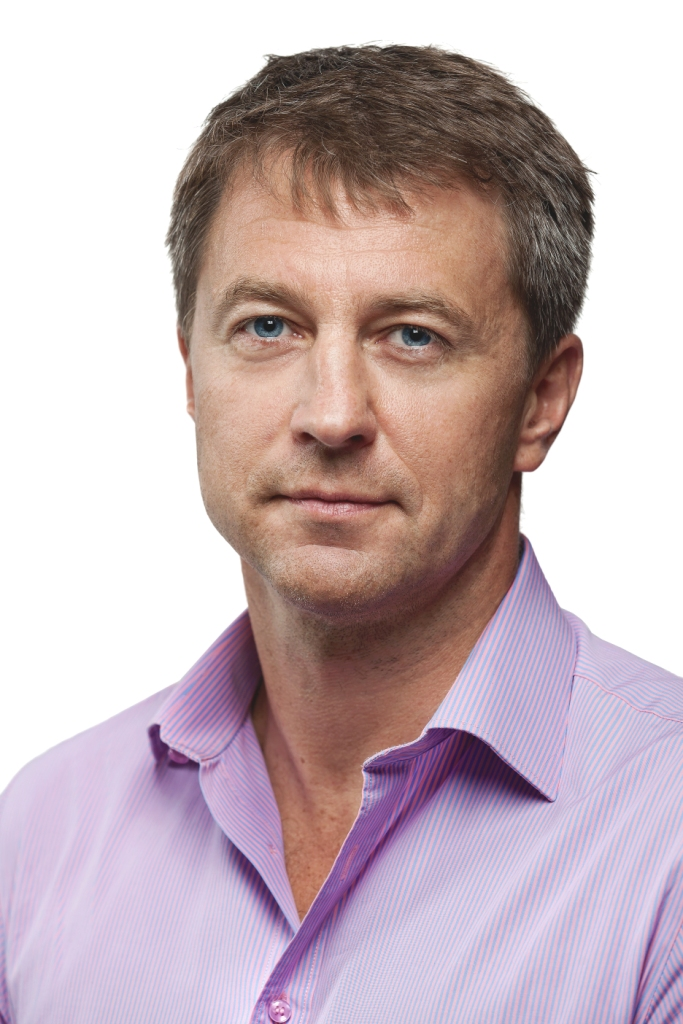
Дмитрий Лощинин, основатель «Luxoft»

- 2000 — компания Luxoft создана под руководством Дмитрия Лощинина
- 2001 — Luxoft открывает офисы в Сиэтле
- 2004 — Luxoft открывает офисы в Лондоне
- 2005 — Luxoft открывает офис в Киеве
- 2006 — Luxoft открывает офис в Одессе,[8] и получает статус «Microsoft Gold Certified Partner». В этом же году компания также приобретает «IT Consulting International» в Нью-Йорке[9]
- 2007 — Luxoft открывает свой новый офис в Днепропетровске[10]
- 2008 — Luxoft открывает офис в Хошимине[11], и приобретает румынскую компанию «ITC Networks» в Бухаресте[12]
- 2010 — Luxoft открывает представительство в Кракове[13][14]
- 2013 — компания Luxoft была зарегистрирована на Нью-Йоркской фондовой бирже (выход на IPO). После первоначального публичного предложения 4,1 миллиона акций по цене 17 долларов за обыкновенную акцию
- 2014 — Luxoft открывает офисы в Софии, в Детройте и в Гвадалахаре. Приобретает у компании «Mecel» продукт «Mecel Populus Suite», а также приобретает компанию «Radius Inc»[15]
- 2015 — Luxoft приобретает компанию «Excelian» (Великобритания)
- 2016 — Luxoft приобретает компанию «InSys» (США)
- 2019 — в январе компания DXC Technology за $2 млрд приобрела 83 % акций компании Luxoft[5][16]. Окончательное закрытие сделки произошло в июне 2019 года. В этом же году Luxoft заключила партнерское соглашение с «LG Electronics» для создания концептуального автомобиля «Autonomous Mobility» следующего поколения, который интегрирует персонализированный цифровой образ жизни потребителей в процесс вождения. Также в этом году Luxoft представила первую в Швейцарии платформу для электронного голосования на основе блокчейна, с лабораторией блокчейна города Цуг и Высшей школы Люцерна

## Офисы и представительства
В 2022 году Luxoft уходит с рынка России и закрывает все офисы в стране. Главные центры разработки находятся в Польше, Украине, Сингапуре и Сербии.
Luxoft располагает офисами на Украине (Киев, Одесса, Днепр), в Румынии (Бухарест), во Вьетнаме (Хошимин), в Польше (Варшава, Вроцлав, Краков), в Болгарии (София), в Сербии (Белград), в Мексике (Гвадалахара), Азии и Южной Африке. Представительства фирмы расположены в США (Нью-Йорк, Сиэтл), Великобритании (Лондон), Германии (Франкфурт, Штутгарт) и Сингапуре.

## Приобретения
В различные годы Luxoft приобретал IT-компании, работавших в сфере финансов, автопрома, здравоохранения и телекоммуникаций:
| Страна                    | Компания              | Отрасль                                             | Год  | Ссылка |
| ------------------------- | --------------------- | --------------------------------------------------- | ---- | ------ |
| Соединённые Штаты Америки | Radius Inc.           | Интернет вещей, большие данные                      | 2014 | [ 20 ] |
| Великобритания            | Excelian              | Финансовые услуги                                   | 2015 | [ 21 ] |
| Германия                  | Symtavision GmbH      | Автопром — анализ времени                           | 2016 | [ 22 ] |
| Швеция                    | Pelagicore AB         | Автопром                                            | 2016 | [ 23 ] |
| Соединённые Штаты Америки | INSYS Group           | Здравоохранение, телекоммуникации                   | 2016 | [ 24 ] |
| Украина                   | IntroPro              | Телекоммуникации и медиаиндустрия                   | 2017 | [ 25 ] |
| Сингапур                  | derivIT               | Финансовые услуги                                   | 2017 | [ 26 ] |
| Швейцария                 | UNAFORTIS AG          | Финансовые услуги                                   | 2017 | [ 27 ] |
| Соединённые Штаты Америки | Smashing Ideas        | Дизайн и инновации                                  | 2018 | [ 28 ] |
| Германия                  | Objective GmbH        | Разработка программного обеспечения для автомобилей | 2018 | [ 29 ] |
| Германия                  | CMORE Automotive GmbH | Автопром                                            | 2020 | [ 30 ] |

## Партнёрство
Luxoft является партнёром множества ведущих мировых IT-компаний:
- Золотой сертифицированный партнер Microsoft[31]
- Технологический партнер IBM[32][33]
- INFORMATICA ISV партнер[34]
- Глобальный партнер-консультант Tibco Software[35][36][37]
- Партнер Oracle Corporation ISV[38]
- Технологический партнер Documentum
- Технология Teradata[39]
- Партнер Sun Microsystems iForce[40]
- Технический партнер Atlassian
- Партнер Progress Software Technology
- Партнер по внедрению Quick View и консультант[41]
- Технологический партнер Impulse Accelerated Technologies

## Награды
- European Outsourcing Awards 2011: Outsourcing Service Provider of the Year; Offshoring Destination of the Year[42]
- Luxoft включён в рейтинг FinTech 100 Top Financial Technology Companies[43]
- World Finance Magazine’s 2011 Technology Awards: Best Banking Technology Company in Eastern Europe[44]
- Димитрий Лощинин был включён в International Association of Outsourcing Professionals© (IAOP©) Outsourcing Hall of Fame 2010[45]
- Luxoft был назван лидером в 2015 Global Outsourcing 100 List by IAOP
- Luxoft вошёл в Топ-10 Outsourcing Service Provider by Information Services Group (ISG)
- В 2015 году завоевал награду Best Outsourcing Thought Leadership Awards (BOTL) от The Outsourcing Institute
- В 2015 году Luxoft получил награду «Most Innovative Human Machine Interface (HMI) Feature» от we.CONECT’s CAR HMi Concepts and Systems 2015 Congress
- Luxoft получил «Best Connected Car System Integrator 2015» на конференции TU-Automotive at the Telematics Update (TU) — Automotive Conference, 2015
- Признан Major Contender in Everest Group’s Banking AO PEAK Matrix 2015